# Скочиляси
Скочиляси (пол. Skoczylasy) — село в Польщі, у гміні Келчиґлув Паєнчанського повіту Лодзинського воєводства.
Населення — 141 особа (2011).
У 1975—1998 роках село належало до Серадзького воєводства.

## Демографія
Демографічна структура станом на 31 березня 2011 року:
|          | Загалом | Допрацездатний вік | Працездатний вік | Постпрацездатний вік |
| -------- | ------- | ------------------ | ---------------- | -------------------- |
| Чоловіки | 81      | 18                 | 49               | 14                   |
| Жінки    | 60      | 8                  | 34               | 18                   |
| Разом    | 141     | 26                 | 83               | 32                   |